# Gerry Kearby
Gerald "Gerry" Kearby (22 de junio de 1947 - 6 de agosto de 2012) fue un emprendedor, pionero de la música digital, que saltó a la fama durante el auge "punto com" de finales de 1990. Trabajó sobre todo con la electrónica de música y audio relacionados con las empresas de software.
Fue cofundador de CEO y Presidente de Liquid Audio, Inc. En esa posición, testificó ante el Congreso de los EE. UU. respecto a la distribución de música digital. En Liquid Audio también condujo el desarrollo de marca de agua digital, tecnología adquirida y utilizada por Microsoft. En su apogeo, Liquid Audio tenía una capitalización bursátil cercana a los $ 1 mil millones.
Antes de Liquid Audio, Kearby fue cofundador y consejero delegado de Integrated Media Systems, un fabricante de equipo basado en equipos de audio profesional desde junio de 1995 a diciembre de 1995. Desde enero de 1989 hasta junio de 1995, el Sr. Kearby se desempeñó como Vicepresidente de Ventas y Marketing en el Studer Editech Corporation, una división de grabación de audio profesional de la empresa Studer. Kearby creó algunas de las primeras versiones digitales de audio de las familias de estaciones de trabajo con muchos colegas.
Kearby murió el 6 de agosto de 2012 en Pescadero, California.